# Whitestone Logging Camp (Alaska)
Whitestone Logging Camp es un lugar designado por el censo ubicado en el Área censal de Hoonah-Angoon en el estado estadounidense de Alaska. En el Censo de 2010 tenía una población de 17 habitantes y una densidad poblacional de 0,6 personas por km².

## Geografía
Whitestone Logging Camp se encuentra en las coordenadas 58°3′55″N 135°25′14″O / 58.06528, -135.42056. Según la Oficina del Censo de los Estados Unidos, Whitestone Logging Camp tiene una superficie total de 28.39 km², de la cual 28.39 km² corresponden a tierra firme y (0%) 0 km² es agua.

## Demografía
Según el censo de 2010, había 17 personas residiendo en Whitestone Logging Camp. La densidad de población era de 0,6 hab./km². De los 17 habitantes, Whitestone Logging Camp estaba compuesto por el 29.41% blancos, el 0% eran afroamericanos, el 52.94% eran amerindios, el 0% eran asiáticos, el 0% eran isleños del Pacífico, el 0% eran de otras razas y el 17.65% pertenecían a dos o más razas. Del total de la población el 5.88% eran hispanos o latinos de cualquier raza.